# 반소매 천사
〈반소매 천사〉(半袖天使)는 HKT48의 19번째 싱글이다.